# Formatie van Brussel

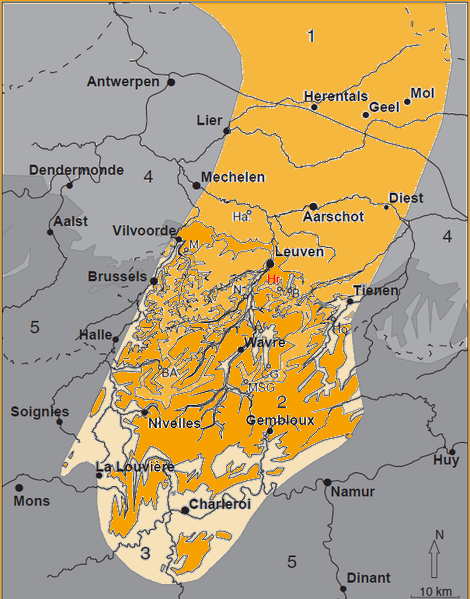
Voorkomen van de zanden van Brussel in centraal België

De Formatie van Brussel, Zanden van Brussel, of Brussel Formatie (sic, afkorting: Br; genoemd naar de stad Brussel) is een geologische formatie in de ondergrond van het centrale deel van België. 

## Voorkomen
De formatie dagzoomt in Vlaams- en Waals-Brabant en het noorden van Namen en Henegouwen. In het noorden van Vlaams-Brabant en Antwerpen is de formatie in de ondergrond te vinden. 

## Kenmerken
De formatie bestaat uit ondiep-mariene zanden en kalkzanden, die in de zee die het noorden en midden van België bedekte tijdens het Eoceen afgezet zijn, in een diep landwaarts reikend zijbekken van de Noordzee. Ze is meestal rond de 15 meter dik, maar is vaak lokaal dieper ingesneden en bereikt daar diktes tot 40, lokaal meer dan 80 meter.  
Ze bestaat in de regel uit fijn, kalkrijk kwartszand onderaan en gemiddeld, rondkorrelig kwartszand bovenaan. In de Zanden van Brussel werden talrijke fossielen gevonden. Zij wijzen op een individuenrijke maar soortenarme mariene omgeving, dicht bij de kust, in een subtropisch klimaat. De graad van bioturbatie neemt af naar boven en de aanwezigheid van dunne cross-beds stijgt naar boven. Deze normale opbouw is echter vaak lokaal afwijkend. In het centrum van het bekken komen gemiddeld tot grofkorrelige intercalaties massief zand voor; deze zijn het afzettingsproduct van bresvloeiingen. 
De formatie werd afgezet in een smal en lang zeebekken met getijdenstroming in de richting zuid-noord. De westelijke oever groeide aan in hellende pakketten van west naar oost. Daarom spreekt men van laterale accretie. De jongste afzettingen komen langs de oostrand voor, zijn grover en vertonen dikke cross-beds die getuigen van sterke stroming. Tevens bevatten de meest oostelijke afzettingen in toenemende mate grofkorrelig glauconiet. In dagzoomgebieden is de formatie vaak ontkalkt en worden ze vaak als metselzand gewonnen.

## Stratigrafie
De Formatie van Brussel heeft een ouderdom overgang Ieperiaan-Lutetiaan (ongeveer 50 miljoen jaar oud) en behoort tot de Zenne Groep. Boven op de formatie ligt de eveneens tot deze groep behorende Formatie van Lede. In het oostelijk deel is deze weggeërodeerd en wordt de Formatie van Brussel bedekt door de Tongeren Groep (Priaboniaan tot Rupeliaan). Onder de formatie liggen afzettingen van de Ieper Groep. De Formatie van Brussel wordt niet onderverdeeld in leden.